# Distretto di Ibi
Il distretto di Ibi (揖斐郡, Ibi-gun?) è uno dei distretti della prefettura di Gifu, in Giappone.
Attualmente fanno parte del distretto i comuni di Ibigawa, Ikeda e Ōno.
| Controllo di autorità | VIAF (EN) 255109181 · NDL (EN, JA) 00396466 |